# Le Pigeon qui sauva Rome
Pour plus de détails, voir Fiche technique et Distribution.
Le Pigeon qui sauva Rome (The Pigeon That Took Rome) est un film américain réalisé par Melville Shavelson, sorti en 1962.

## Synopsis
Rome, 1944. Un capitaine de l'infanterie américaine est chargé d'entrer dans Rome pour fournir des renseignements et capturer un officier allemand qui servirait d'otage. Grâce à cette action, l'armée US pourrait enfin entrer dans Rome et battre la garnison allemande. Avec un sergent, d'origine italienne, ils sont accueillis par une famille de partisans italiens hauts en couleur. Ne pouvant plus transmettre de messages avec leur radio, ils vont se voir confier des pigeons voyageurs, fournis par le président américain lui-même.

## Fiche technique
- Titre original : The Pigeon That Took Rome
- Titre français : Le Pigeon qui sauva Rome
- Réalisation : Melville Shavelson
- Scénario : Melville Shavelson d'après The Easter Dinner de Donald Downes
- Photographie : Daniel L. Fapp
- Musique : Alessandro Cicognini
- Pays d'origine :  États-Unis
- Format : Noir et blanc - 2,35:1 - Mono
- Genre : comédie, guerre
- Date de sortie : 1962

## Distribution
- Charlton Heston (VF : Raymond Loyer) : Capitaine Paul MacDougall / Benny / Narrateur
- Elsa Martinelli  (VF : Anne Caprile) : Antonella Massimo
- Harry Guardino  (VF : Serge Lhorca) : Sergent Joseph Contini
- Brian Donlevy (VF : Claude Peran) : Colonel Sherman Harrington
- Arthur Shields  (VF : Raymond Rognoni) : Monseigneur O'Toole
- Rudolph Anders : Colonel Krafft
- Salvatore Baccaloni (VF : Fernand Rauzena) : Ciccio Massimo

## À noter
- Au début du film, alors qu'il vient de se laver pour la première fois depuis longtemps, le personnage joué par Charlton Heston dit: « Je me faisais l'effet d'un personnage des "10 commandements" », film dans lequel il tint le rôle de Moïse en 1956.